# Британская академия
Брита́нская акаде́мия (англ. British Academy, BA) — академия Великобритании для общественных и гуманитарных наук.
Академия объединяет более 800 учёных. Действует на началах самоуправления, является независимой организацией. Располагается в Лондоне.

## История
В 1901 году по инициативе Лондонского королевского общества, для представления интересов британской гуманитарной науки, была создана Британская академия. Это позволило ей участвовать в Международной ассоциации академий (МАА), основанной в 1899 году.
Британская академия была утверждена в 1902 году королевской хартией.
Первым президентом Британской академии (1902—1907) стал Дональд Маккай, 11-й лорд Рей. Первым секретарём академии на протяжении почти трёх десятилетий был один из инициаторов её создания Израэль Голланц.
Полное официальное название: ‘The British Academy for the Promotion of Historical, Philosophical and Philological Studies’ — «Британская академия по содействию историческим, философским и филологическим исследованиям».
В составе Академии 21 отделение («секции»).
Члены Академии разделяются на Ordinary Fellows (обычных членов), Senior Fellows (старших членов — учёных, которым больше 70 лет), Corresponding Fellows (членов-корреспондентов) и Honorary Fellows (почётных членов, число которых не превышает 20 человек).
Ежегодно в Академию избирается до 35 новых обычных членов.

## Президенты

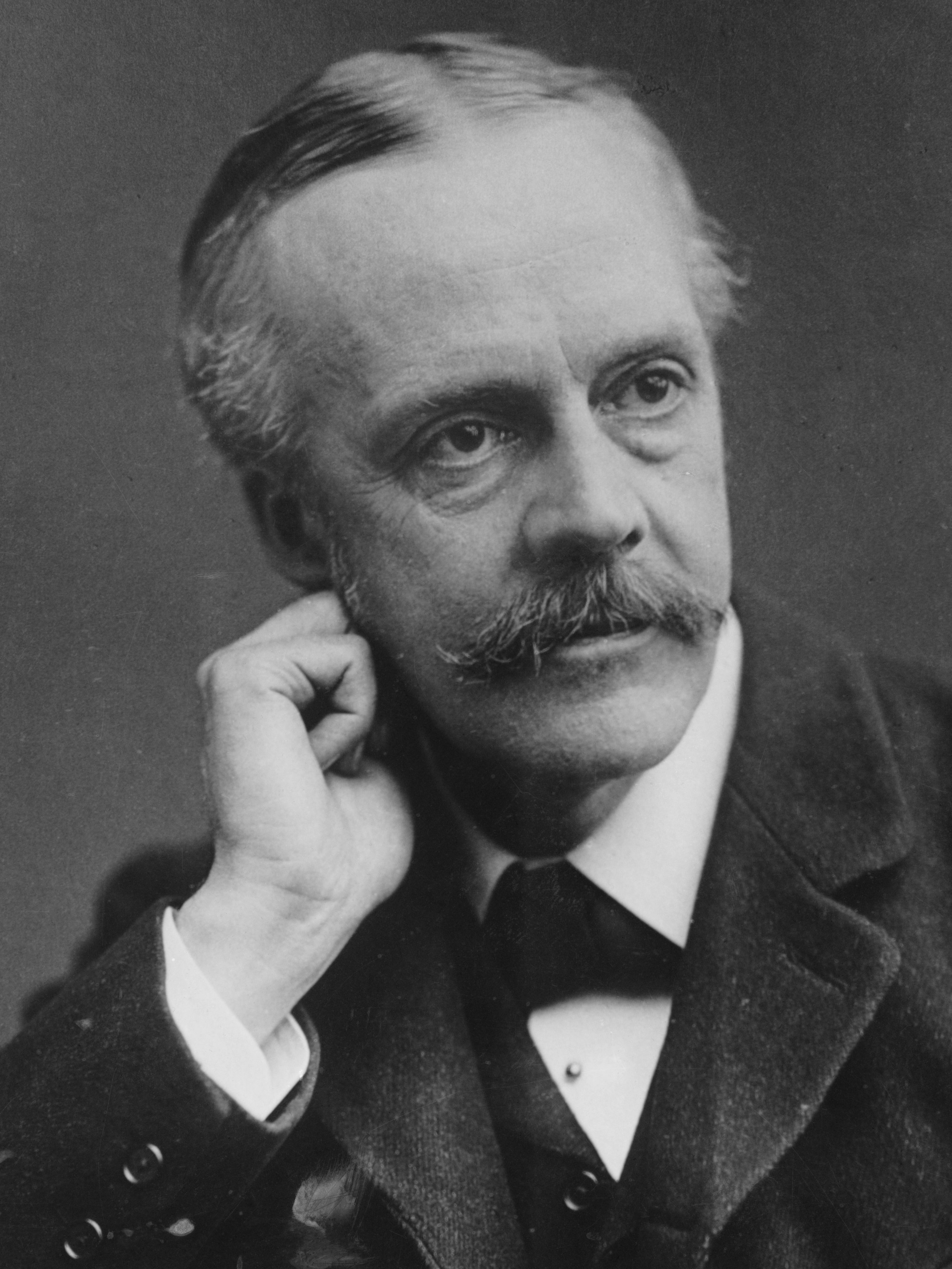
7-й президент Британской академии Артур Джеймс Бальфур, бывший премьер-министр Великобритании (1902—1905)

- 1902—1907 — Дональд Маккай, 11-й лорд Рей
- 1907—1909 — Эдвард Маунд Томпсон
- 1909—1910 — Сэмюэл Бутчер
- 1911—1913 — Уорд, Адольфус Уильям
- 1913—1917 — Джеймс Брайс
- 1917—1921 — Фредерик Джордж Кеньон
- 1921—1928 — Артур Бальфур
- 1928—1932 — Герберт Альберт Лоренс Фишер[англ.]
- 1932—1936 — Джон Уильям Маккейл
- 1936—1940 — Дэвид Росс
- 1940—1946 — Джон Клэпем
- 1946—1950 — Идрис Белл
- 1950—1954 — Чарльз Кингсли Уэбстер
- 1954—1958 — Джордж Норман Кларк[англ.]
- 1958—1962 — Сесил Морис Боура
- 1962—1967 — Лайонел Роббинс
- 1967—1971 — Кеннет Уир[англ.]
- 1971—1974 — Денис Пейдж[англ.]
- 1974—1978 — Исайя Берлин
- 1978—1981 — Кеннет Джеймс Довер
- 1981—1985 — Оуэн Чедвик
- 1985—1989 — Рэндольф Куирк[англ.]
- 1989—1993 — Энтони Кенни
- 1993—1997 — Кит Томас
- 1997—2001 — Тони Ригли
- 2001—2004 — Гарри Рансимен[англ.]
- 2005—2009 — Онора О’Нил
- 2009—2013 — Адам Робертс[англ.]
- 2013—2017 — Николас Стерн
- с 2017 — Дэвид Кеннедайн